# Archiv Produktion
Die Archiv Produktion des musikhistorischen Studios der Deutschen Grammophon-Gesellschaft war ein 1949 gegründetes Studio der Deutschen Grammophon. Privatwirtschaftlich geführt, verfolgte es letztlich den Anspruch eines musikhistorischen Instituts. Es hatte das Ziel, Alte Musik nach Maßgabe der neuesten Forschung zu spielen und in einer Schallplattenserie zu veröffentlichen. Es entstand auf Vorschlag Hans Domizlaffs, der nach dem Zweiten Weltkrieg als Berater Ernst von Siemens’ tätig war. Erster Leiter war Fred Hamel. Die Archiv Produktion ging nach einer Blüte in den 1950er und 1960er Jahren in verschiedene schwer durchschaubare Projekte auf, die etwa die Forschungsbereiche nicht mehr benannte, so dass ihr Endpunkt vorläufig nicht genau benannt werden kann. Heute existiert die Archiv Produktion als Label innerhalb des Katalogs der Deutschen Grammophon weiter.

## Konzept
Ausgangsgedanke der Archiv Produktion war die Situation der Zerstörungen nach dem Zweiten Weltkrieg in Deutschland. Die nun noch verbliebenen Orgeln und sonstigen historischen Musikinstrumente sollten in ihrem Klang dokumentiert werden. So entstanden zunächst 1947 als erste Veröffentlichungen Aufnahmen von Orgelwerken Johann Sebastian Bachs, die Helmut Walcha an der Orgel der Jakobikirche zu Lübeck einspielte. Erklärtes Ziel der Archiv Produktion war darüber hinaus die Aufführung und mediale Verbreitung musikhistorisch aufgearbeiteter Sammlungen historischer Partituren, die in den Jahren davor in die moderne Notation übertragen worden waren; man wollte sie also „durch die klangliche Realisierung“ nutzbar machen (s. u.). Auf Vorschlag Hans Domizlaffs richtete Ernst von Siemens ein musikhistorisches Studio der Deutschen Grammophongesellschaft ein. Domizlaff entwarf dessen Logo. Die Aufführung und Aufnahme der Stücke erfolgte nach Möglichkeit mit der Originalpartitur und originalen Instrumenten, zumindest aber mit entsprechenden Nachbauten. Sie erschienen in einer Schallplattenserie, die in zwölf sogenannte „Forschungsbereiche“ eingeteilt war. Diese reichten von der Zeit der Entstehung des Gregorianischen Chorals bis zum 18. Jahrhundert. Diese Einteilung hatte Domizlaff bereits 1949 mit Hamel gemeinsam entwickelt. Die Serie schuf eine mit Beispielen untermauerte historische und regionale Einteilung der Alten Musik. Zusammen mit der Ausstattung dieser Schallplattenserie handelte es sich um ein Genuss- und Aufklärungsprojekt, das rückblickend als ein Gesamtkunstwerk begriffen werden kann.

## Ausstattung

Hülle einer EP der Archiv Produktion von 1957

Die Schallplatten erschienen anfangs noch als Schellackplatten, später jahrelang in schwerem Vinyl und einem unbebilderten, mit Schrift klar gestalteten Faltumschlag, der an den Kanten vernäht und nicht verklebt war, und einer (auch nach 50 Jahren nicht vergilbenden oder brüchig werdenden) Plastikfolie zum Schutz der LP. Einziges über die Funktion hinausgehendes Element war das Logo. Auf dem Cover waren in einer größeren Type die Epocheneinteilung des Forschungsbereiches und die Namen der Musikstücke genannt. Die Erläuterungstexte waren in Deutsch, Französisch und Englisch, es lagen jeweils doppelt DIN-A-5-Karteikarten mit allen Daten bei, so Sätze, Orchester, Instrumente mit ihrer Herkunft und Instrumentenbaumeister, schließlich dem Aufnahmendatum.

## Editionsplan
- I. Gregorianik
  - A: Aus dem Offizium
  - B: Die Messe
  - C: Exequien
  - D: Varia
- II. Das Zentrale Mittelalter (1100–1350)
  - A: Troubadoure, Trouvère und Minnesänger
  - B: Musik der Spielleute
  - C: Frühe Mehrstimmigkeit bis 1300
  - D: Ars nova in Frankreich
- III. Die Frührenaissance (1350–1500)
  - A: Der florentinische Stilkreis
  - B: Von Oswald von Wolkenstein zum Lochheimer Liederbuch
  - C: England um John Dunstable
  - D: Die Niederländer bis Okeghem
  - E: Der Meistergesang
- IV. Hochrenaissance (16. Jahrhundert)
  - A: Niederländer um und nach Josquin
  - B: Am Kaiserhofe Maximilians I.
  - C: Evangelische Kirchenmusik
  - D: Italienische Gesellschaftskunst
  - E: Orgel- und Lauten-Tabulaturen
  - F: Palestrina und seine Schule
  - G: Tanzmusik
  - H: Das deutsche Lied
  - I: Das französische Chanson
  - K: Orlandus Lassus
  - L: Die spanischen Meister
  - M: Die elisabethanische Epoche
  - N: Der venezianische Stilkreis
- V. Das Italienische Seicento (17. Jahrhundert)
  - A: Monodie und Vokalkonzert
  - B: Claudio Monteverdi
  - C: Die Toccata
  - D: Die Cantata
  - E: Die Sonata
- VI. Deutsche Barockmusik (17. Jahrhundert)
  - A: Heinrich Schütz
  - B: Klavier, Orgel und Laute
  - C: Die Ensemblesuite
  - D: Das Lied
  - E: Die Sonate
  - F: Zwischen geistlichem Konzert und Kirchenkantate
- VII. Westeuropa zwischen Barock und Rokoko (1650–1800)
  - A: Henry Purcell
  - B: Am Hofe Ludwigs XIV.
  - C: Niederländische Carillonmusik
  - D: Kammer- und Cembalomusik bis zu Rameau
- VIII. Das Italienische Settecento (18. Jahrhundert)
  - A: Das Konzert
  - B: Der neapolitanische Stilkreis
  - C: Das Gravicembalo
  - D: Solo- und Triosonate
- IX. Das Schaffen Johann Sebastian Bachs (1685–1750)
  - A: Kantaten
  - B: Motetten
  - C: Messen und Magnificat
  - D: Passionen und Oratorien
  - E: Lieder und Arien
  - F: Werke für Orgel
  - G: Werke für Klavier
  - H: Werke für Laute
  - I: Kammermusik
  - K: Instrumentalkonzerte
  - L: Ouvertüren und Sinfonien
  - M: Musikalisches Opfer und Kunst der Fuge
- X. Werke von Georg Friedrich Händel (1685–1759)
  - A: Orchesterkonzerte
  - B: Orgelkonzerte
  - C: Deutsche Arien
  - D: Italienische Kantaten und Duette
  - E: Kammermusik
  - F: Cembalomusik
  - G: Kirchenmusik
- XI. Die Deutsche Vorklassik (1700–1760)
  - A: Georg Philipp Telemann
  - B: Am Hofe Friedrichs des Großen
  - C: Sing-, Spiel- und Hausmusik
- XII. Mannheim und Wien (1760–1800)
  - A: Die Mannheimer
  - B: Divertimento und Serenade
  - C: Zwischen Empfindsamkeit und Biedermeier
  - D: Christoph Willibald Gluck
  - E: Wolfgang Amadeus Mozart

## Aus dem Erläuterungstext von 1965
„Wir leben in einer Zeit spektakulärer technischer Entdeckungen und Erfindungen, sie verändern unser Weltbild von Jahr zu Jahr (…), auch auf dem Gebiet der Musik erschließen sich heute neue, bisher ‚unerhörte‘ Klangwelten. Eines der bedeutendsten Ereignisse in diesen Bereich ist die Wiederentdeckung der ‚Alten Musik‘ in unserer Zeit. Seit Jahrzehnten durchforschen Musikwissenschaftler aus aller Herren Ländern die Bibliotheken und Archive nach vergessenen Schätzen, rekonstruieren alte Partituren, übertragen die alten Notenzeichen in die moderne Notation und versuchen strittige Fragen der Aufführungspraxis einer Lösung zuzuführen. Diese theoretische Arbeit durch die klangliche Realisierung ihrer Ergebnisse nutzbar zu machen, ist das Ziel, das sich die Archiv Produktion der Deutschen Grammophon Gesellschaft seit ihrer Gründung im Jahre 1949 gesetzt hat.“